# Diamant triangulaire
Pour les articles homonymes, voir Diamant (homonymie) et J12.
Le diamant triangulaire, ou bipyramide triangulaire, est une figure géométrique faisant partie des solides de Johnson (J12). 
Comme son nom le suggère, il peut être réalisé en rassemblant deux tétraèdres réguliers par une face, c'est l'un des huit deltaèdres convexes. C'est également l'un des sept isoèdres convexes à faces régulières, les six autres étant le diamant pentagonal et les cinq solides de Platon.
Bien que toutes ses faces soient en situation de congruence et qu'elles soient toutes uniformes, ce n'est pas un solide de Platon car certains de ses sommets joignent trois faces alors que d'autres en relient quatre.
Les 92 solides de Johnson furent nommés et décrits par Norman Johnson en 1966.

## Exemples
Certaines molécules peuvent avoir une géométrie moléculaire bipyramidale trigonale.